# Lluís Mas
Pour les articles homonymes, voir Mas.
Mas  Bonet est un nom espagnol. Le premier nom de famille, en général paternel, est Mas ; le second, en général maternel, souvent omis, est Bonet.
Lluís Guillermo Mas Bonet, né le 15 janvier 1989 à Ses Salines, est un coureur cycliste espagnol.

## Biographie

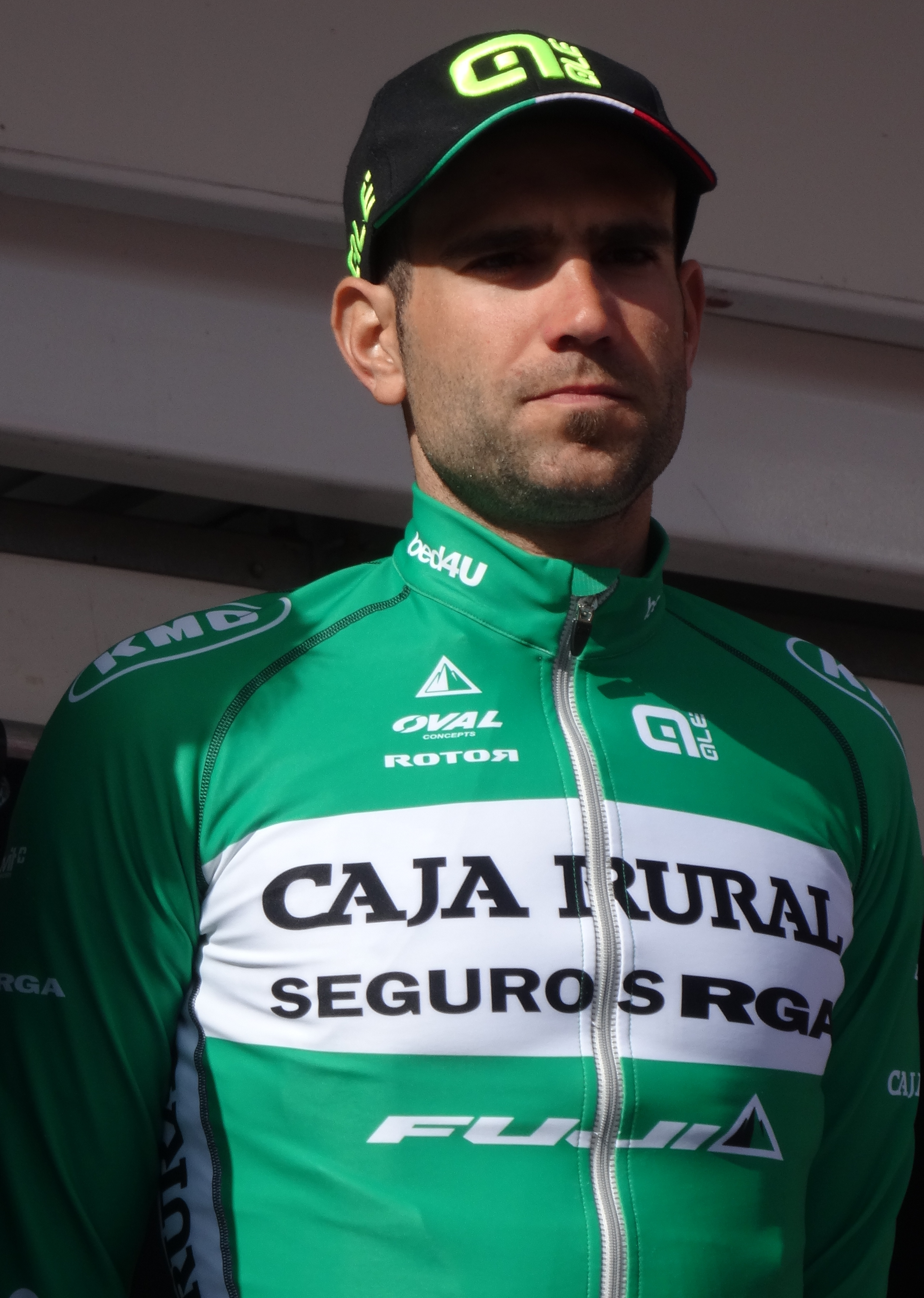
Lluís Mas lors du départ du Samyn 2015 à Quaregnon.

Mas est sélectionné pour la course en ligne des championnats du monde 2015 de Richmond. Les deux chefs de file espagnols sont Alejandro Valverde et Joaquim Rodríguez.
En août 2020, il se classe neuvième du championnat d'Espagne du contre-la-montre. Il est également sélectionné pour représenter son pays aux championnats d'Europe de cyclisme sur route organisés à Plouay dans le Morbihan. Il abandonne lors de la course en ligne.
En octobre 2022, Movistar annonce l'extension du contrat de Mas jusqu'en fin d'année 2023.

## Palmarès et résultats

### Palmarès par année
- 2004
  -  Champion d'Espagne de poursuite cadets
  -  Champion d'Espagne de course aux points cadets
  - 2e du championnat d'Espagne du contre-la-montre cadets
- 2005
  -  Champion d'Espagne de course aux points cadets
  - 3e du championnat d'Espagne de poursuite cadets
- 2006
  -  Champion d'Espagne de poursuite juniors
- 2007
  -  Champion d'Espagne de poursuite juniors
  - Vainqueur de la Coupe d'Espagne juniors
  - 3ea étape de la Vuelta Ciclista Vegas de Granada (contre-la-montre)
  - Trophée Fernando Escartin
  - Vuelta a les Comarces de Castello :
    - Classement général
    - 2ea étape (contre-la-montre)

  - 2e du championnat d'Espagne de course aux points juniors
- 2011
  - 7e du championnat du monde du contre-la-montre espoirs
- 2013
  - 2e étape du Tour des Terres de Santa Maria Feira
  - 2e du Tour des Terres de Santa Maria Feira
  -  Médaillé d'argent du contre-la-montre aux Jeux méditerranéens
  - 2e du Grand Prix Liberty Seguros
- 2015
  - 8e étape du Tour de Turquie
- 2023
  - 3e du championnat d'Espagne du contre-la-montre

### Résultats sur les grands tours

#### Tour d'Italie
1 participation
- 2019 : 126e

#### Tour d'Espagne
6 participations
- 2014 : 121e
- 2015 : abandon (14e étape)
- 2016 : non-partant (5e étape)
- 2017 : 83e
- 2018 : 47e
- 2022 : 133e

### Classements mondiaux
| Année                                 | 2009  | 2010 | 2011 | 2012 | 2013  | 2014 | 2015 | 2016 | 2017  | 2018  | 2019 | 2020 | 2021 | 2022  | 2023  |
| ------------------------------------- | ----- | ---- | ---- | ---- | ----- | ---- | ---- | ---- | ----- | ----- | ---- | ---- | ---- | ----- | ----- |
| Classement mondial                    |       |      |      |      |       |      |      | 552e | 2469e | 1274e | 872e | 956e | 709e | 1732e | 1414e |
| UCI Europe Tour                       | 1201e | nc   | 990e | nc   | 1031e | 484e | 417e | 329e | 1617e | 1075e | 635e | 748e | 555e | 1133e | nc    |
| UCI Asia Tour                         | nc    | nc   | nc   | nc   | 83e   | nc   | nc   | nc   | nc    | nc    |      |      |      |       |       |
| UCI America Tour                      | nc    | nc   | nc   | nc   | nc    | nc   | nc   | nc   | nc    | 348e  |      |      |      |       |       |
|                                       |       |      |      |      |       |      |      |      |       |       |      |      |      |       |       |
| Légende : nc = non classéSource : UCI |       |      |      |      |       |      |      |      |       |       |      |      |      |       |       |